# Turjača
Jezero Turjača nalazi se u Bosni i Hercegovini, u jugoistočnom dijelu Rilićkog polja (Kupres), na nadmorskoj visini 1.132 metra. Dužina jezera je oko 190 metara, širina oko 100 metara, a dubina oko 4 metra.